# Husen (Dortmund)
Husen ist ein nordöstlich gelegener Stadtteil von Dortmund und gehört zum Stadtbezirk Scharnhorst. Er liegt östlich von Kurl und ist mit diesem eng verbunden. Landläufig spricht man auch von Kurl-Husen. Wie sein Nachbarort Kurl hat auch Husen seinen ländlichen Charakter bewahrt. Im Osten grenzt Husen an den Kamener Stadtteil Methler. Der Ort liegt auf einer Höhe von 67 m ü. NHN.

## Geschichte
Husen wurde erstmals 1250–1300 mit Arnoldus de Hůsen curtem ten Hůsen im Volmarsteiner Lehnsregister erwähnt. 1313 in demselben ein Vrydach van den Hůsen, ein Mitglied der Adelsfamilie von Frydag. 1388 ein Evert Vrydach und von 1401 bis 1515 weitere Bewohner des Dorfes im Urkundenbuch des Klosters Clarenberg. Im Jahr 1616 wird erstmals die Baurschafft zu Hausen urkundlich erwähnt. 1736 erscheint erstmals der heutige Ortsname Husen.
Husen gehörte im Spätmittelalter und der Frühen Neuzeit im Kirchspiel Kurl und Amt Unna (historisch) zur Grafschaft Mark. Im Jahr 1705 waren in der Bauerschaft Hausen fünf Steuerpflichtige Hofbesitzer mit Abgaben an die Rentei Unna im Kataster verzeichnet.
Die Deutung des Ortsnamens kann mit bei den Häusern umschrieben werden.
Im 19. Jahrhundert war Husen eine Landgemeinde im Landkreis Dortmund und Amt Aplerbeck. Ab 1874 kam die Gemeinde zum Amt Brackel und hatte 1885 (plus 3 Wohnplätze) eine Fläche von 1,23 km², davon 60 ha Ackerland, 7 ha Wiesen und 7 ha Holzungen. Es gab 41 Wohngebäude mit 63 Haushaltungen und 367 Einwohner.
Husen blieb bis zur Gründung der Zeche Kurl eine kleine Bauerschaft. In wenigen Jahren entstand dann mit der Zeche Kurl auf Husener Gebiet eine der größten Bergwerksanlagen des Ruhrgebiets. Durch die Bebauung beiderseits des Körnebachs hat sich die Einwohnerzahl stark erhöht. In Husen ansässig sind der Bergbauzulieferer dh mining systems GmbH und das Schachtbauunternehmen Deilmann-Haniel GmbH.
Am 1. April 1928 wurde Husen nach Dortmund eingemeindet.
Im Jahre 2000 entstand im Ort ein neues Einkaufszentrum. Mit der Renaturierung des Körnebachs im Jahre 1998 stieg der Freizeitwert des Stadtteils.

## Bevölkerung
Am 31. Dezember 2018 lebten 3.679 Einwohner in Husen.
Struktur der Husener Bevölkerung:
- Bevölkerungsanteil der unter 18-Jährigen: 17,6 % [Dortmunder Durchschnitt: 16,2 % (2018)][6]
- Bevölkerungsanteil der mindestens 65-Jährigen: 18,6 % [Dortmunder Durchschnitt: 20,2 % (2018)][7]
- Ausländeranteil: 4,5 % [Dortmunder Durchschnitt: 18,2 % (2018)][8]
- Arbeitslosenquote: 4,1 % [Dortmunder Durchschnitt: 9,8 % (2018)][9]

Das durchschnittliche Einkommen in Kurl-Husen liegt etwa 15 % über dem Dortmunder Durchschnitt.

### Bevölkerungsentwicklung
| Jahr      | 2003 | 2008 | 2010 | 2013 | 2018 |
| --------- | ---- | ---- | ---- | ---- | ---- |
| Einwohner | 3678 | 3806 | 3808 | 3693 | 3679 |

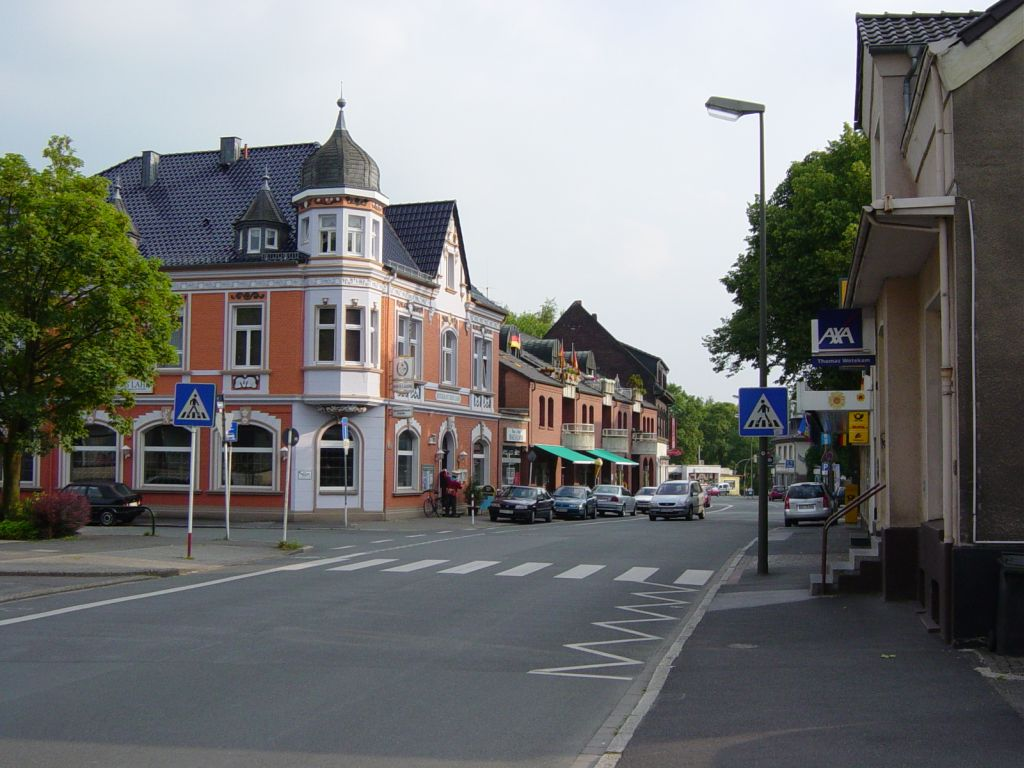
Husener Straße von Norden
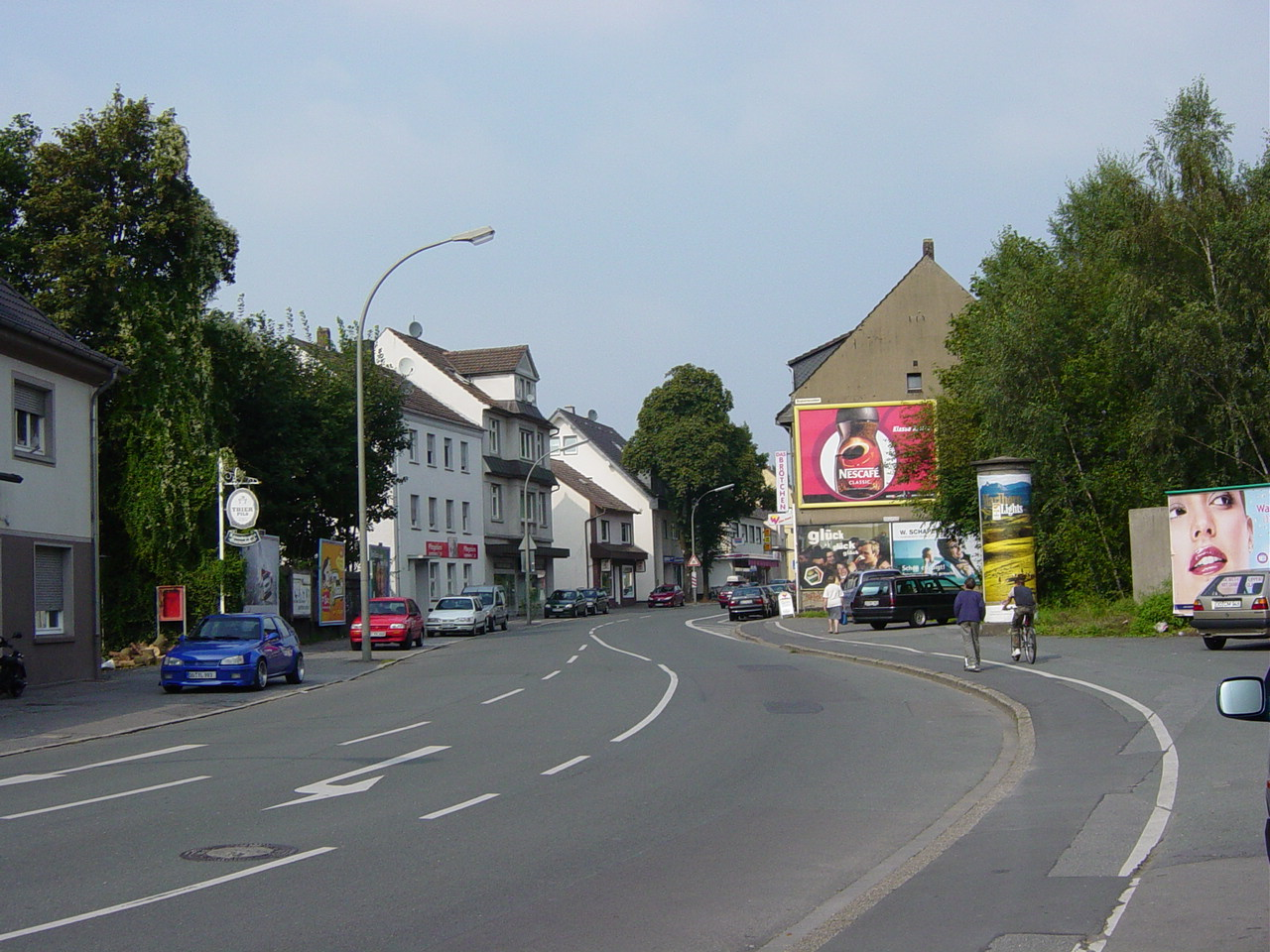
Husener Straße
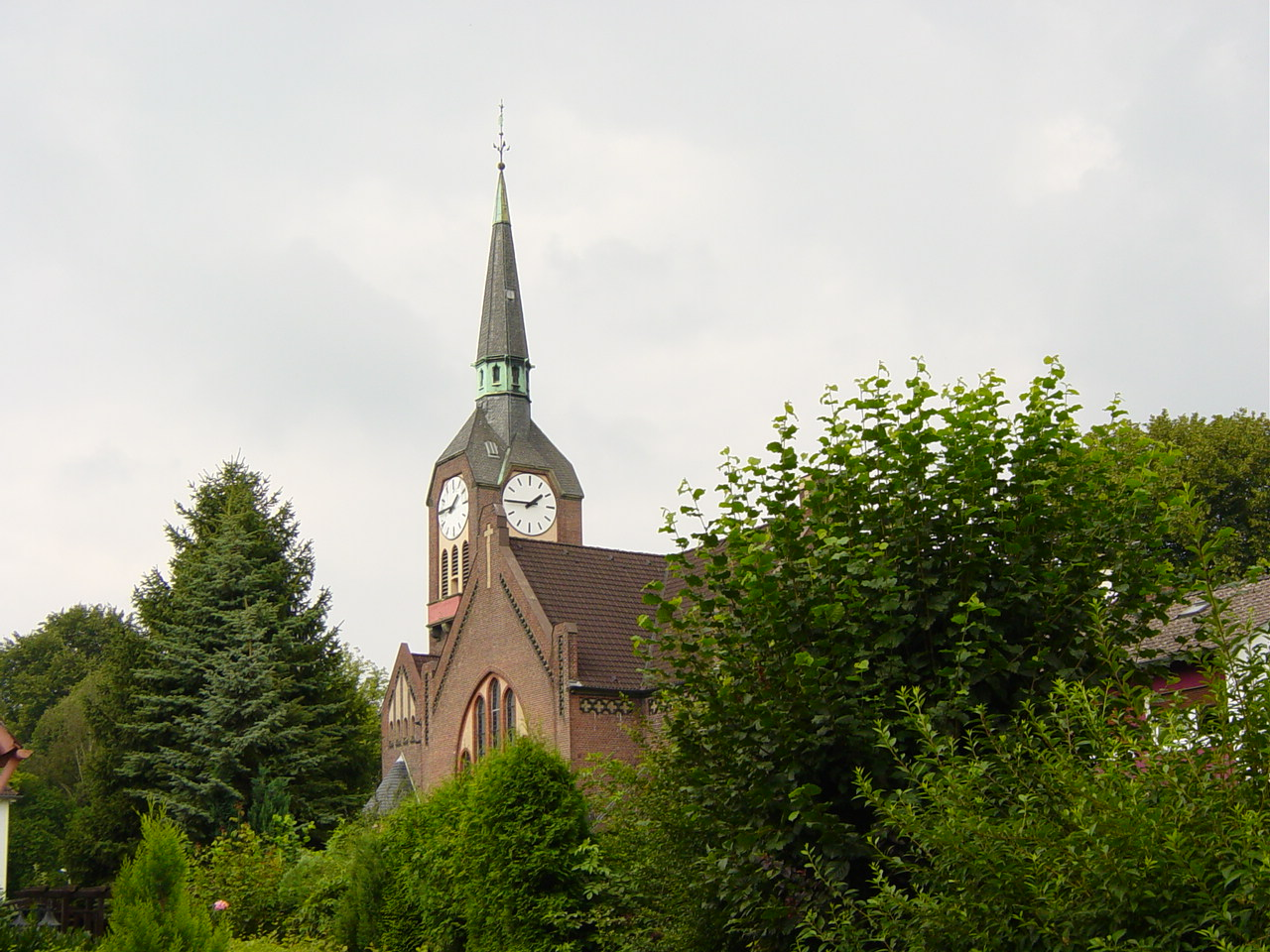
Evangelische Kirche
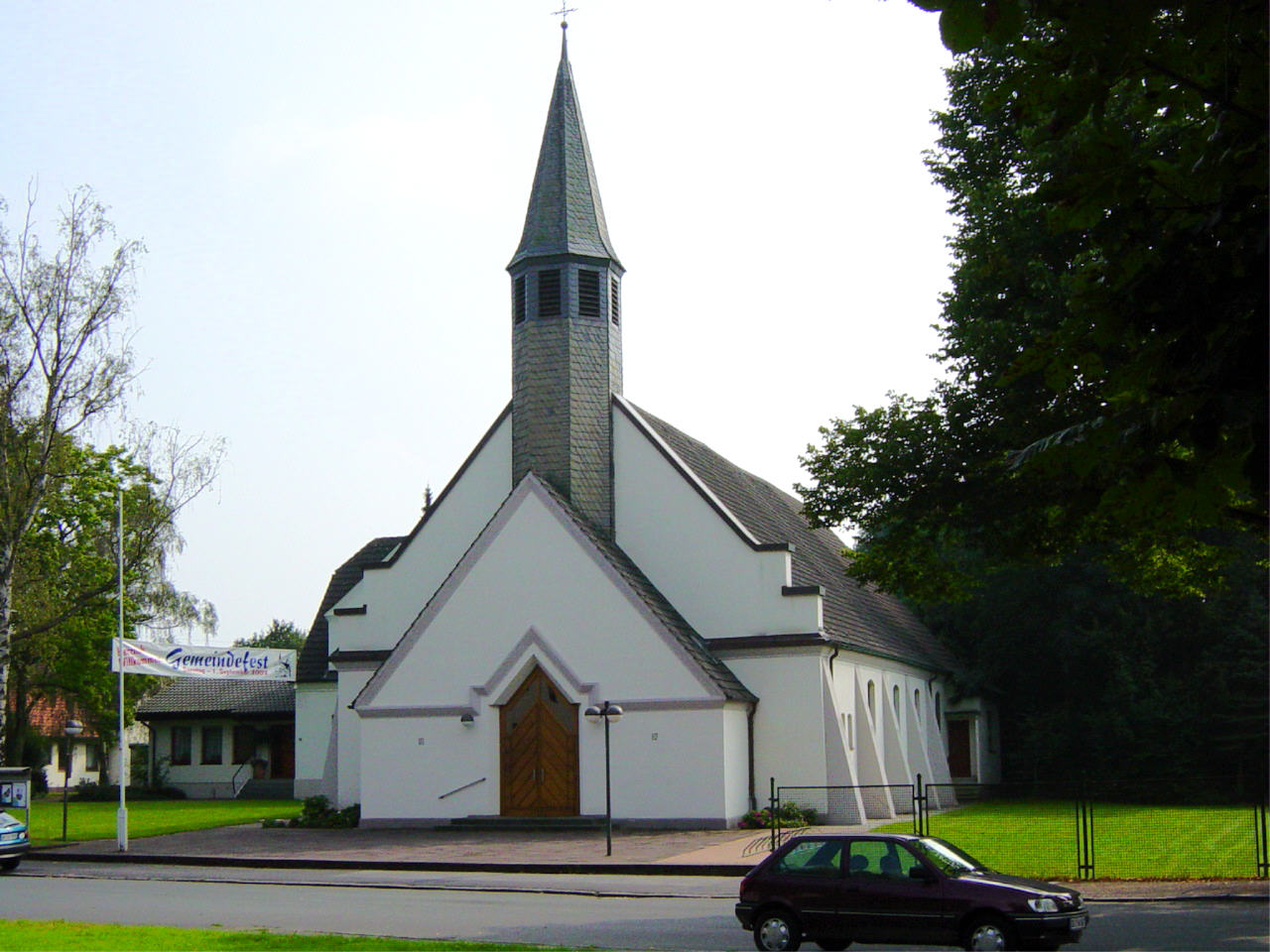
Katholische Kirche St. Petrus Canisius
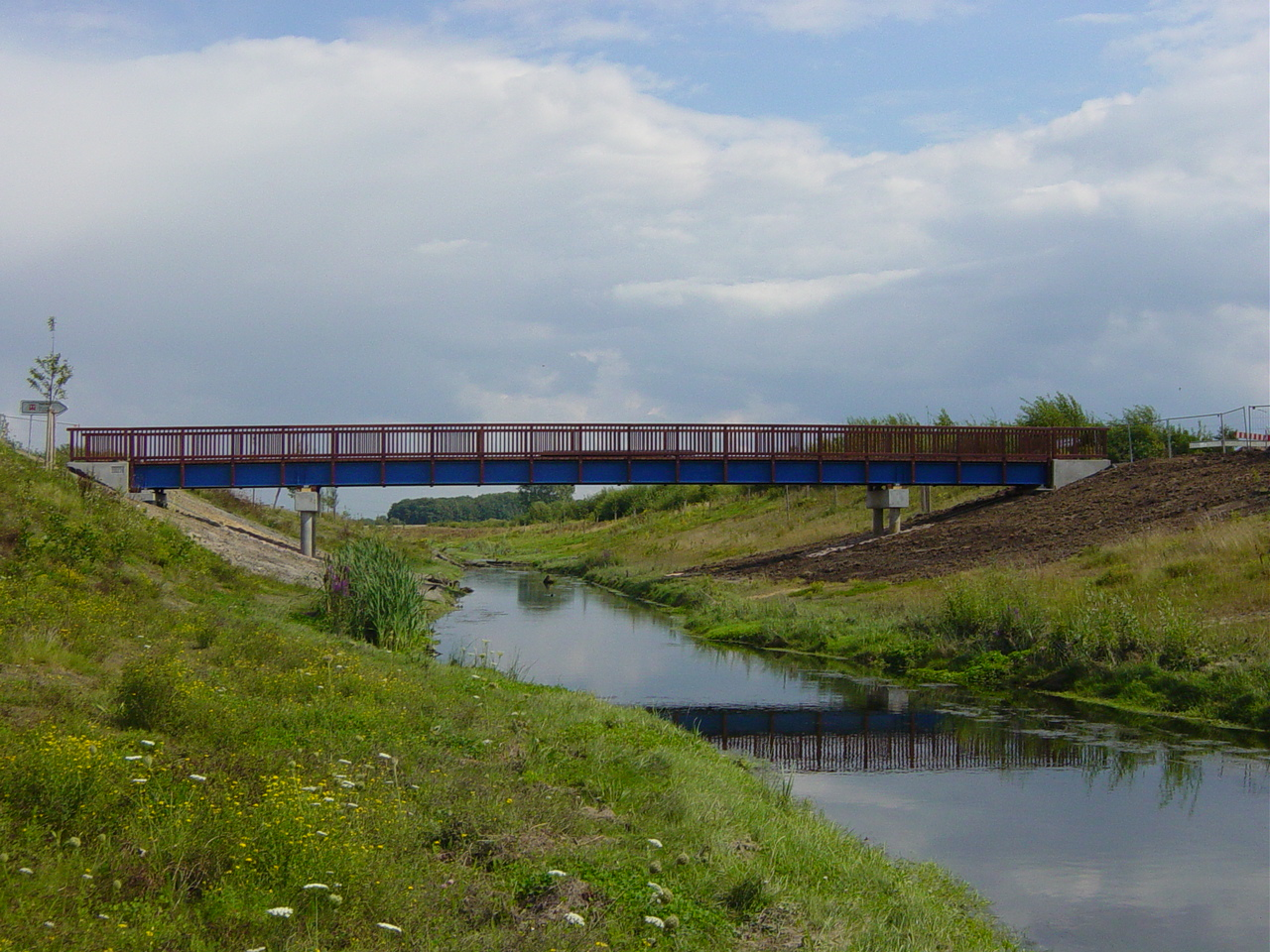
Körnebach in Dortmund-Husen
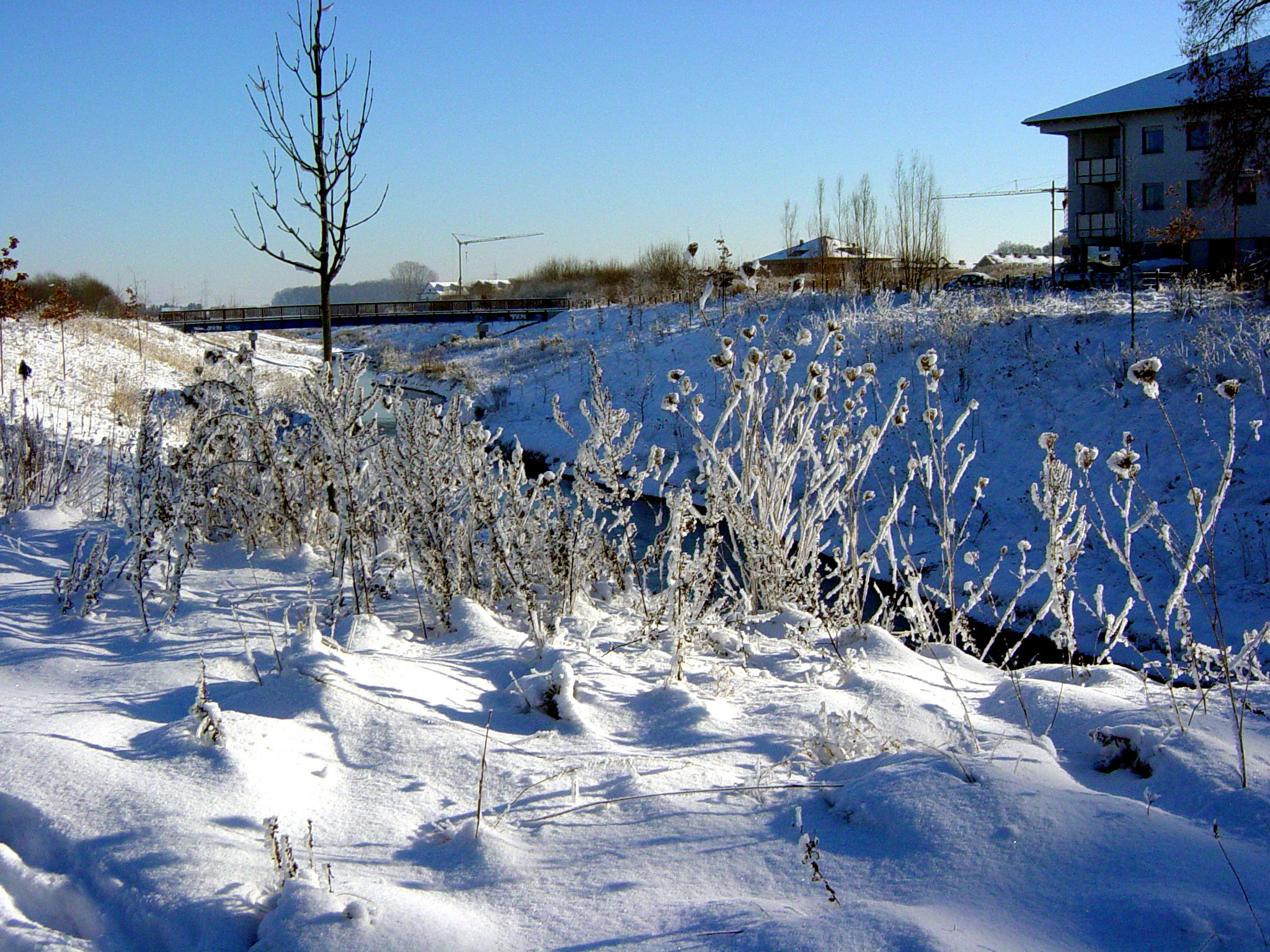
An der Körne Januar 2009
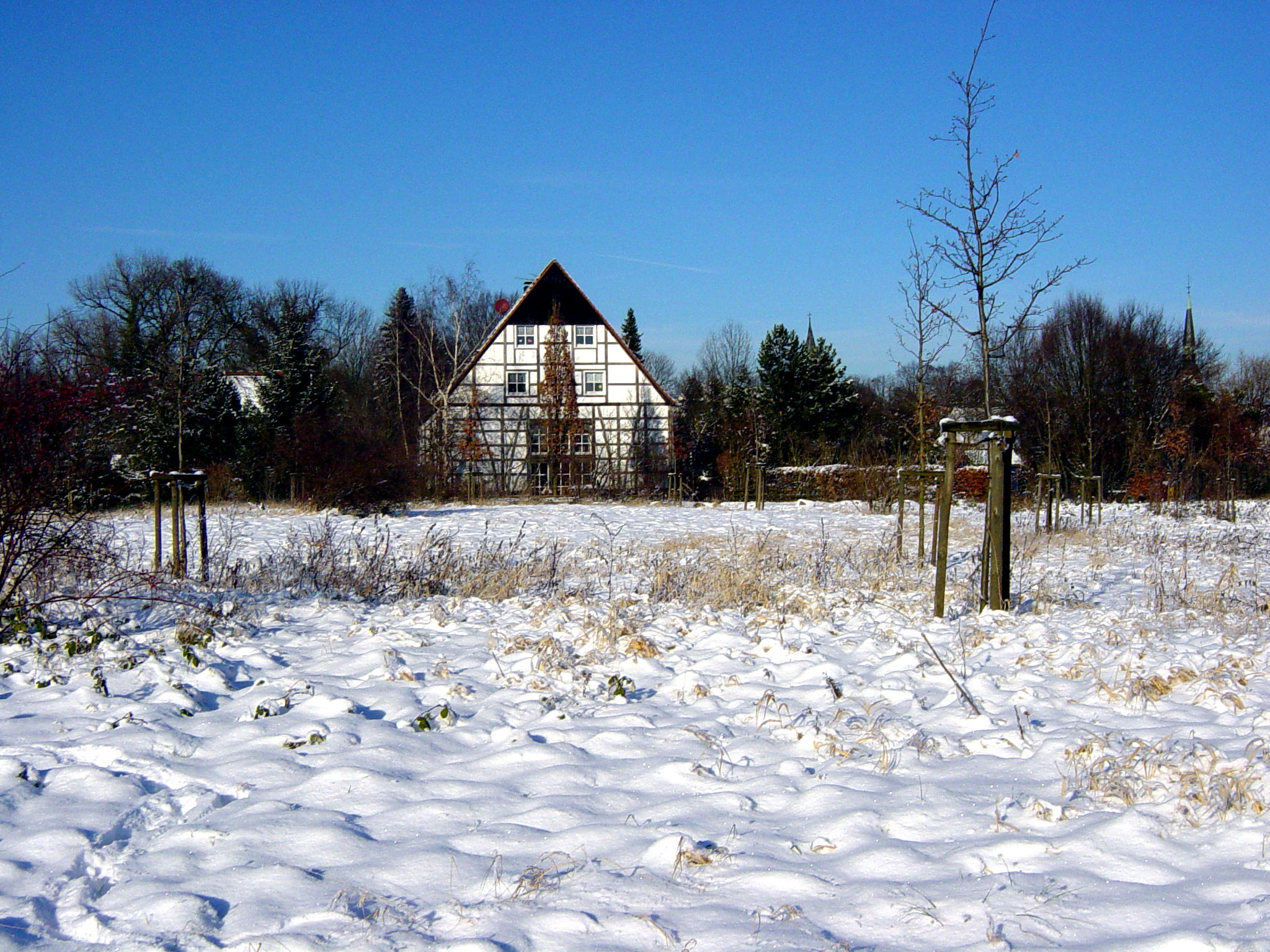
Winter in Husen
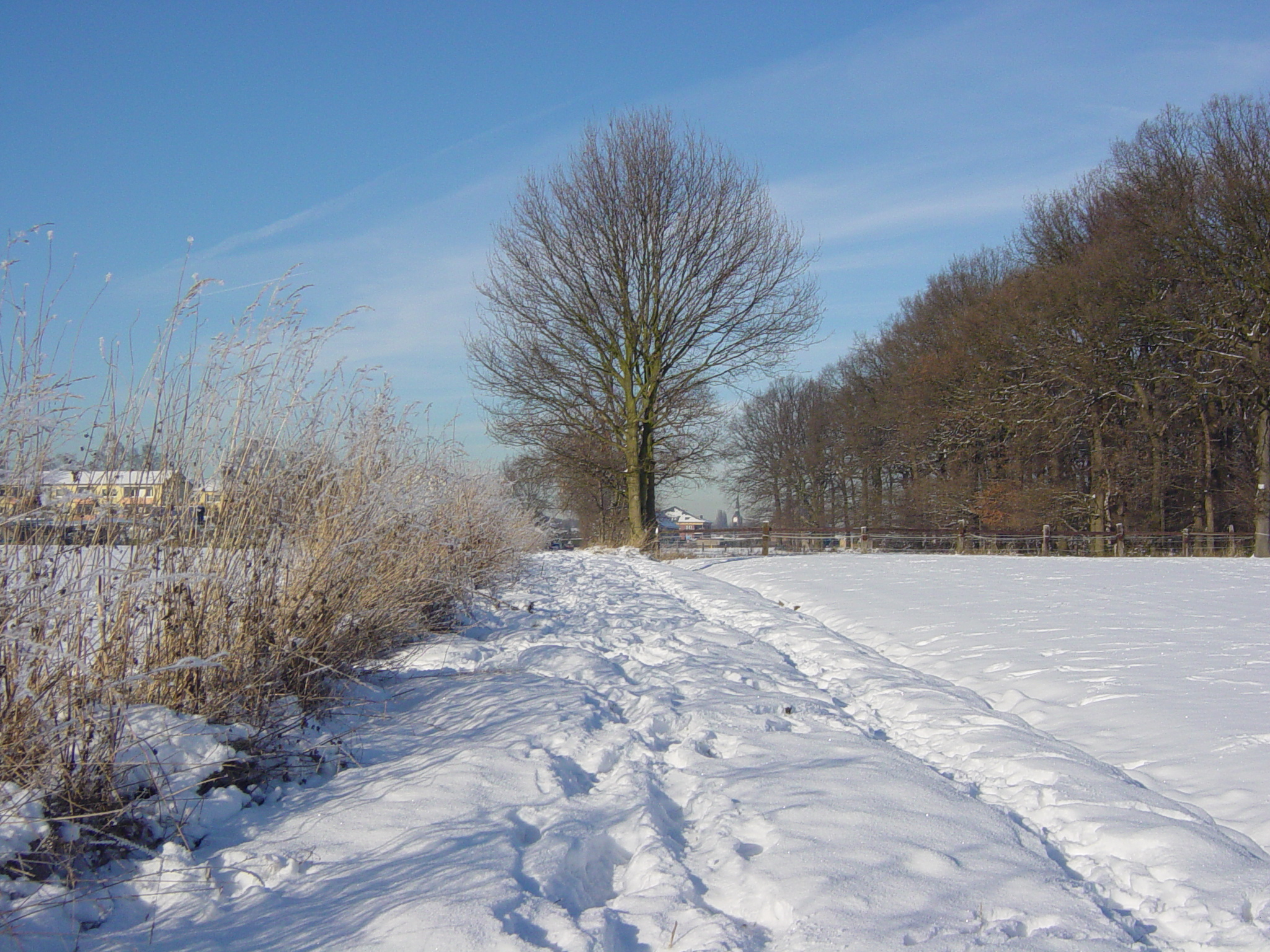
Winter am Brentweg in Husen